# Maria Scheip-Constantinescu

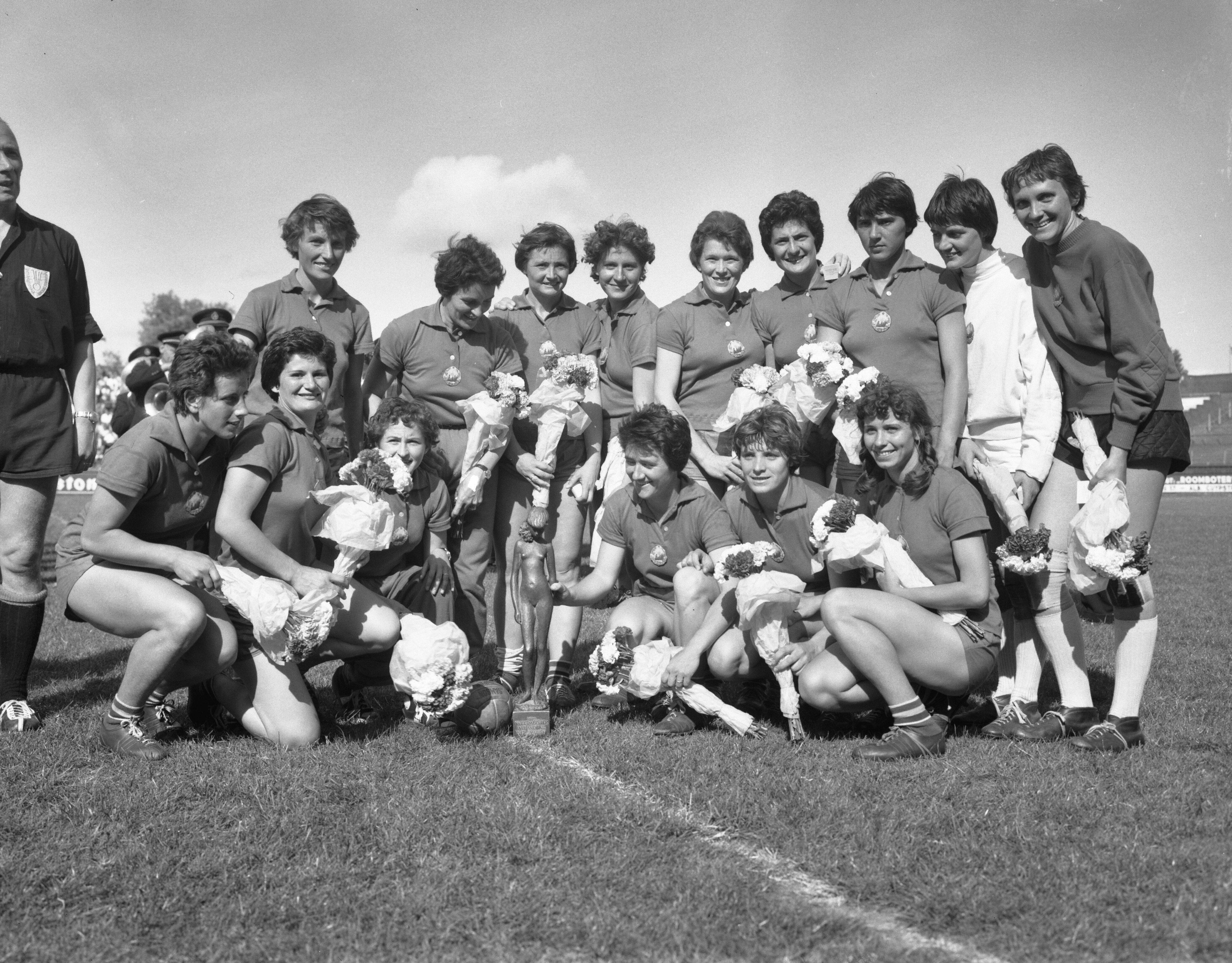
Echipa României la CM din 1960

Maria Scheip-Constantinescu (născută Scheip; n. 21 septembrie 1934, Hălchiu, România) este o fostă handbalistă de etnie germană care a jucat pentru echipa națională a României, triplă campioană mondială și multiplă campioană națională.

## Biografie
Maria Scheip-Constantinescu s-a născut în Hălchiu la 21 septembrie 1934, fiind al șaselea copil într-o familie cu nouă frați. A absolvit SMTCF din Brașov unde s-a apucat de handbal. De-a lungul carieriei sale ea a fost legitimată la Progresul Brașov, la Rapid București (1958-1968) și la Progresul București (1968-1974).
Sportiva a cucerit șase titluri naționale, două la handball în 11, în 1956 cu echipa Progresul Brașov și în 1961 cu Rapid, și patru la handbal în 7, în 1961, 1962, 1963 și 1967 cu Rapid. Tot cu Rapid a câștigat Cupa Campionilor Europeni din 1964.
Cu echipa națională a României a devenit de trei ori campioană mondială, în 1956 și în 1960, la handbal în 11, și în 1962 la handbal în 7.
După retragerea din activitatea sportivă, Scheip-Constantinescu a activat până în 1990 ca profesor de sport la ȘS nr. 3 din București și la Școala Generală nr. 184.
În 2009 ea a fost decorată cu Ordinul „Meritul Sportiv” clasa I.